# Caracol Televisión
Каракол Телевисион (шп. Caracol Televisión) је колумбијска бесплатна телевизијска мрежа у власништву Grupo Valorem. То је једна од водећих приватних ТВ мрежа у Колумбији, уз Canal RCN и Canal 1. Мрежа дистрибуира и производи више од 5.000 програма и емитује се у више од 80 земаља.

## Историја
Станица је основана 1969. године. У периоду до 2012. године дошло је до техничких промена, различитих програмских оријентација и промена власништва. Године 1967, Национални институт за радио и телевизију Колумбије (Инрависион) објавио је позив за пријаву за 45 сати програма недељно. Године 1969. тадашња Радио Каракол ТВ преименована је у Каракол Телевисион.
Године 1987. Валорес Бавариа (сада Валорем) је стекла већински удео и започела модернизацију техничког и административног нивоа. Године 2007. изграђено је ново седиште у четврти Ла Флореста у Боготи. Раније су одељења станице радила у разним зградама у околини Боготе.

## Каракол у Србији
Теленовеле Каракол Телевисион присутне су у Србији од 2001. године. Прва емисија је била Повратак у живот, емитована је на локалној телевизији.
До данас је емитовано 10 теленовела Каракол Телевисион
| Наслов у Србији     | Оригинални наслов | Интернационални наслов | Година снимања | Година приказивања | Телевизија         |
| ------------------- | ----------------- | ---------------------- | -------------- | ------------------ | ------------------ |
| Повратак у живот    |                   |                        | 2000.—2001     | 2001               | Кошава ТВ          |
| Пустињски љубавници |                   |                        | 2001.—2001     | 2002               | Кошава ТВ          |
| Софија              |                   |                        | 2003.—2003     | 2004               | Телевизија Пинк    |
| Скривене страсти    |                   |                        | 2003.—2004     | 2004.—2005         | Телевизија Пинк    |
| Луна                |                   |                        | 2004.—2005     | 2006               | Телевизија Пинк    |
| Олуја страсти       |                   |                        | 2005.—2006     | 2006               | Телевизија Пинк    |
| Маријана и Скарлет  |                   |                        | 2010.—2011     | 2013.—2014         | Пинк БХ            |
| Прва дама           |                   |                        | 2011.—2012     | 2013.—2014         | Алтернативна ТВ    |
| Златан глас         |                   |                        | 2014           | 2019               | Локалне телевизије |
| Бела ропкиња        |                   |                        | 2016           | 2019               | Локалне телевизије |